# Прохоренко Юрій Сергійович
Прохоренко Юрій Сергійович (нар. 9 березня 1951, Кіровоград, Українська РСР) — радянський легкоатлет (стрибки із жердиною), учасник Олімпійських ігор 1976 і 1980. Чемпіон Європи в приміщенні 1976 року. Майстер спорту міжнародного класу.

## Спортивна кар'єра
На Літніх Олімпійських іграх 1976 Юрій Прохоренко зайняв 10 місце у стрибках з жердиною. На Літніх Олімпійських іграх 1980 не пройшов кваліфікаційний відбір.
Бронзовий призер Чемпіонату СРСР з легкої атлетики 1979 і 1980 років.